# Tripterocalyx wootonii
Tripterocalyx es un género monotípico de plantas herbáceas perteneciente a la familia Nyctaginaceae. Su única especie: Tripterocalyx wootonii es originaria de México.

## Descripción
Los tallos a menudo son rojizos, al menos en los nodos, corto glandular-pubescentes, viscosa. Hojas: pecíolo 1-6,5 cm; cuchilla ovadas a elíptico-oblongas, de 1,5-8 × 0.5-5 cm, márgenes enteros, a menudo ondulados, a menudo scabro-ciliados; superficies glabras o glandular-puberulentas, algo ± glaucas abaxialmente. Las inflorescencias con 10-25 flores; brácteas linear-lanceoladas a ovadas, de 5-14 x 1,5-5 mm, parecido al papel, a menudo de base ± atenuar, los márgenes ciliados corto glandular, glabra. Perianto: Tubo de color rosa a rojo rosado, de 12-25 mm. Frutas de perfil oval, 13-20 (-25) × 9,5-17,5 mm, paredes indurate; nervios laterales 1-3, o costillas ausentes; alas (2) 3.

## Taxonomía
Tripterocalyx wootonii fue descrita por Paul Carpenter Standley y publicado en Contributions from the United States National Herbarium 12(8): 329–330. 1909.